# Tetracloroplatinato de potasio
El tetracloroplatinato(II) de potasio es el compuesto químico de fórmula K2PtCl4. Esta sal de color naranja rojizo es un reactivo importante para la preparación de otros complejos de coordinación del platino. Consiste en iones de potasio y el anión dian cuadrado plano PtCl42−. También se conocen sales relacionadas que incluyen Na2PtCl4, que es de color marrón y soluble en alcoholes, y sales de amonio cuaternario, que son solubles en una gama más amplia de disolventes orgánicos.

## Preparación
El tetracloroplatinato de potasio se prepara mediante la reducción de la sal correspondiente de hexacloroplatinato con dióxido de azufre. K2PtCl4 es una de las sales que más fácilmente se obtiene de los minerales de platino. El complejo es apreciablemente soluble sólo en agua. El tratamiento con alcoholes, especialmente en presencia de bases, provoca la reducción a platino metálico. Las sales orgánicas de tetracloroplatinato, como [PPN]2PtCl4, son solubles en clorocarbonos.

## Reacciones
Los ligandos de cloruro en [PtCl4]2− son desplazados por muchos otros ligandos. Tras la reacción con trifenilfosfina, [PtCl4]2− se convierte en cloruro de cis-bis(trifenilfosfina) platino:
PtCl42− + 2 PPh3 → cis-PtCl2(PPh3)2 + 2 Cl−
El fármaco anticancerígeno cisplatino se puede preparar de forma similar:
PtCl42− + 2 NH3 → cis-PtCl2(NH3)2 + 2 Cl−
Los eneditiolatos desplazan los cuatro ligandos de cloruro para dar complejos de bis(ditioleno). La reducción proporciona platino coloidal de interés potencial para la catálisis.
Históricamente, una reacción importante involucra amoníaco y [PtCl4]2−. Esta reacción produce un precipitado de color verde oscuro con fórmula empírica PtCl2(NH3)2. Este material, conocido como sal verde de Magnus, es un polímero de coordinación semiconductor que consta de cadenas de centros alternos [PtCl4]2− y [Pt(NH3)4]2+.